# Sogndalsfjøra
Sogndalsfjøra este o localitate din comuna Sogndal, provincia Sogn og Fjordane, Norvegia, cu o suprafață de 1,99 km² și o populație de 3.547 locuitori (2013).